# Toczyski Podborne
Toczyski Podborne [tɔˈt͡ʂɨski pɔdˈbɔrnɛ] est un village polonais de la gmina de Jabłonna Lacka dans le powiat de Sokołów et dans la voïvodie de Mazovie, au centre-est de la Pologne.
Il est situé à environ 5 kilomètres au nord de Jabłonna Lacka, 18 kilomètres au nord-est de Sokołów Podlaski et à 103 kilomètres à l'est de Varsovie.